# Długogóry
Rezerwat przyrody „Długogóry” – rezerwat krajobrazowy o powierzchni 120,36 ha, w województwie zachodniopomorskim, w powiecie myśliborskim, w gminie Myślibórz i leśnictwie Chłopowo, 2 km na północ od Chłopowa i 10 km na zachód od Myśliborza.
Został utworzony Zarządzeniem Ministra Ochrony Środowiska, Zasobów Naturalnych i Leśnictwa z dnia 8 lipca 1991 roku.
Celem ochrony jest zachowanie naturalnego krajobrazu moreny czołowej z licznymi głazami narzutowymi zespołu leśnego żyznej buczyny pomorskiej Melico-Fagetum, oczek wodnych z roślinnością wodną i bagienną, ochrona cennych stanowisk chronionych roślin nasiennych i mszaków: cienistki trójkątnej (Gymnocarpium dryoptyres), trzcinnika prostego (Calamagrostis stricta) i cisa pospolitego (Taxus baccata) oraz zwierząt: żółwia błotnego (Emys orbicularis), bociana czarnego (Ciconia nigra) czy też brodźca leśnego (Tringa ochropus).